# Spetskål

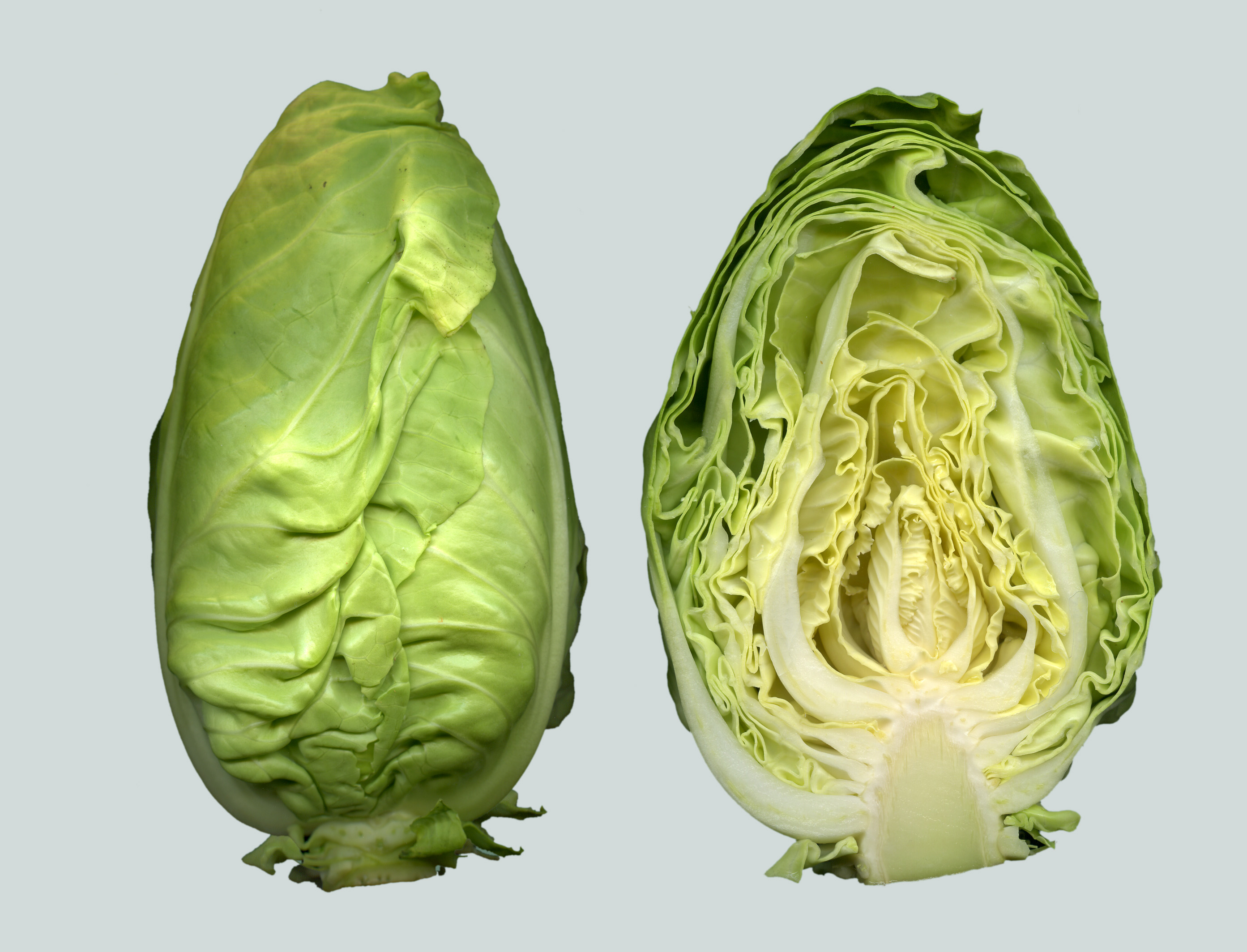
Spetskål

Spetskål (Brassica oleracea ssp. capitata var. elliptica) är en sorts vitkål.
Det är närmast omöjligt att skilja spetskålens ursprung från vitkålens; de båda kålsorterna har en i stort gemensam historia. Ursprunget för såväl vitkål som spetskål kan nämligen spåras till romerska rikets dagar.
Smaken hos spetskål är sötare och mjällare än den hos vitkålen, varför spetskålen är särskilt populär att använda i restaurangkök och liknande. Spetskål är, likt annan kål, rik på vitamin A, vitamin C, kalcium och järn.
Till skillnad från vitkålen har spetskålen spetsigare huvuden som är lösare knutna. Bladen hos spetskålen är därtill tunnare och följsammare, de är som exempel enklare att rulla än bladen hos vitkål. Spetskålsbladen är inte sällan grönare än de hos vitkålen, färgen kan även skifta i rött eller lila.
Spetskål skördas traditionellt för hand, med kniv. Spetskålen är i säsong från tidig vår till sen höst eller tidig vinter. I Sverige är säsongen i regel under delar av hösten och vintern, men den finns att få tag på i handeln under i princip hela året genom import.